# Несаломиви
Несаломиви (у неким изворима Недодирљиви) (енгл. The Untouchables) је филм из 1987. снимљен по телевизијској серији из 1959. која је заснована на аутобиографским сећањима Елиота Неса и покушајима да ухвати Ала Капонеа. Филм је режирао Брајан де Палма док главне улоге играју: Кевин Костнер, Роберт де Ниро, Шон Конери и Енди Гарсија.

## Радња
Прохибиција је у САД довела до таласа организованог криминала у двадесетим и тридесетим годинама двадесетог века. Многе банде кријумчаре огромне количине алкохола и богате се путем насиља и изнуде. Највећи је проблем Чикаго, где вођа највеће криминалне организације Ал Капоне продаје нискоквалитетни алкохол по високим цијенама. Агент министарства финансија Елиот Нес ангажован је као вођа рата против Капонеа и његовог царства. Првобитна Несова стратегија је да спроводи рације уз помоћ великог броја униформисаних полицајаца. Ова стратегија пропада због високог нивоа корупције у полицији.
Након случајног сусрета једне ноћи, Нес регрутује Џима Малона, непоткупљивог полицајца ирског порекла. Малон саветује Несу да екипу регрутује директно са полицијске академије како би осигурао да полицајци нису имали прилику да дођу под утицај Капонеа. Кадет италијанског порекла, Џорџ Стоун (рођен као Ђузепе Петри), ангажован је због својих стрељачких вештина и сналажљивости под притиском. Уз књиговођу Оскара Воласа, који је Несу додељен из Вашингтона, Нес има тим који је способан да се носи с Капонеом, без страха од издаје или корупције.
Прву рацију обављају у локалној пошти, чија се остава користи за складиштење илегалног пића. Малон зна, као и већина полицајаца, зна где се алкохол налази као и да остаје недирнут, пошто нико не жели да испровоцира Капонеа ни његову организацију. Рација успева без жртава, мада се касније Капоне освећује предраднику. Док четворка стиче залет и постаје запажена у штампи, Волас обавештава Неса да Капоне није пријавио порез на доходак од 1926. Стога је, ако ништа друго не успе, један од могућих начина кривичног гоњена Капонеа по тој тужби.
Током рације на канадској граници, Нес заробљава једног од Капонеових рачуновођа, Џорџа. Успевају га уверити да им преда доказе против Капонеа. Међутим, док га је Волас водио према ауту, Капонев плаћеник Нити убија обојицу. Ово оставља Неса без уверљивих доказа против Капонеа. Малоне каже Несу да увери тужитеља да не одустаје од случаја док не нађу неког другог Капонеовог књиговођу. Сазнаје за Пауена, другог књиговођу, од корумпираног шефа полиције. Исте ноћи Нити рањава Малонеа у његовој кући. Нес и Стоун стижу и проналазе га у критичном стању. На самрти, Малоне каже двојицу о Паунеовом скором одласку из Чикага возом. Упита Неса: „Шта ћеш... направити!", прије него што је изгубио свест. Нес и Стоун стижу на железнички колодвор у Чикагу и проналазе Паунеа окруженог гангстерима. Након жестоке пуцњаве, двојица успијевају убити све гангстере и ухватити Паунеа живог. Пауне свједочи на суду против Капонеа, признавши како му је проневерио 1,3 милиона долара у задњих пет година. Нес примећује да Нити носи пиштољ у судници. Изводи га из суднице заједно са судским службеником, али открива како Нити има право ношења оружја. Међутим, Нес схвата да је Нити убио Малонеа кад је видио кутију шибица са својом адресом на њој. Нити одлази на кров зграде и започиње нова пуцњава. Коначно, Нити је ухваћен и бачен са зграде, након чега пада на ауто. У судници Стоун показује Несу документ из Нитијеве јакне који доказује како је Капоне поткупио пороту. Нес успева присилити судију (који је такође на Капонеој платној листи) да замени пороту. Капоне је осуђен на 11 година затвора. Нес пакује свој уред у Чикагу. Угледа привезак с ликом светог Јуде који је Малоне носио годинама. Нес понуди Стоуну привезак рукујући се с њим. „Хтео би да га носи полицајац“, каже Нес, јер је Јуда заштитник полицајаца. На улици, новинар покушава добити изјаву од човека који је затворио Капонеа, али Нес само напомиње како је само био тамо „кад се коло почело окретати“. Кад је новинар споменуо прохибицију, која је требало да буде укинута, упита Неса што ће он тада радити. Нес рече: „Мислим да ћу нешто попити."

## Улоге
| Глумац            | Улога                                       |
| ----------------- | ------------------------------------------- |
| Кевин Костнер     | Елиот Нес                                   |
| Шон Конери        | Џим Малон                                   |
| Чарлс Мартин Смит | агент Оскар Волас                           |
| Енди Гарсија      | агент Џорџ Стоун                            |
| Роберт де Ниро    | Ал Капоне                                   |
| Ричард Бредфорд   | полицијски капетан Мајк Дорсет              |
| Џек Кехо          | Волтер Пејн                                 |
| Бред Саливан      | Џорџ                                        |
| Били Дрејго       | Френк Нити                                  |
| Патриша Кларксон  | Кетрин Нес                                  |
| Дел Клоуз         | Џон О’Шеј                                   |
| Вито Д’Амброзио   | возач са лептир машном                      |
| Роберт Сван       | капетан Краљевске канадске коњичке полиције |
| Дон Харви         | полицајац Пресеуски                         |
| Клифтон Џејмс     | окружни тужилац                             |
| Роберт Миранда    | мртви гангстер                              |

## Зарада
- Зарада у САД — 76.270.454$